# 破坏社会主义市场经济秩序罪
破坏社会主义市场经济秩序罪是《中华人民共和国刑法》规定的一类罪名。根据《中华人民共和国刑法》、《最高人民法院关于执行〈中华人民共和国刑法〉确定罪名的规定》及其补充规定，破坏社会主义市场经济秩序罪共有四十七个罪名。

## 生产、销售伪劣商品罪（九个）
- 生产、销售伪劣产品罪
- 生产、销售假药罪
- 生产、销售劣药罪
- 生产、销售不符合安全标准的食品罪
- 生产、销售有毒、有害食品罪
- 生产、销售不符合标准的医用器材罪
- 生产、销售不符合安全标准的产品罪
- 生产、销售伪劣农药、兽药、化肥、种子罪
- 生产、销售不符合卫生标准的化妆品罪

## 走私罪
- 走私武器、弹药罪
- 走私核材料罪
- 走私假币罪
- 走私文物罪
- 走私贵重金属罪
- 走私珍贵动物、珍贵动物制品罪
- 走私珍稀植物、珍稀植物制品罪
- 走私淫秽物品罪
- 走私普通货物、物品罪
- 走私固体废物罪

## 妨害对公司、企业的管理秩序罪
- 虚报注册资本罪（第158条）
- 虚假出资、抽逃出资罪（第159条）
- 欺诈发行证券罪（第160条）
- 违规披露、不披露重要信息罪
- 妨害清算罪（第162条）
- 隐匿、故意销毁会计凭证、会计帐簿、财务会计报告罪（第162条之一）
- 虚假破产罪（第162条之二）
- 非国家工作人员受贿罪
- 对外国公职人员、国际公共组织官员行贿罪（第164条第2款）
- 对非国家工作人员行贿罪
- 非法经营同类营业罪（第165条）
- 为亲友非法牟利罪（第166条）
- 签订、履行合同失职被骗罪（第167条）
- 国有公司、企业、事业单位人员失职罪（第168条）
- 国有公司、企业、事业单位人员滥用职权罪（第168条）
- 徇私舞弊低价折股、出售国有资产罪（第169条）
- 背信损害上市公司利益罪（第169条之一）